# Roger Quinche
Roger Quinche (Le Locle, 22 juli 1922 - Liestal, 3 september 1982) was een Zwitsers voetballer die speelde als middenvelder.

## Carrière
Quinche speelde eerst voor FC Allschwil, in 1946 maakte hij de overstap naar Grasshopper Zürich. Bij Grasshopper won hij in 1946 de beker. Na vijf seizoenen maakte hij de overstap naar FC Bern waarmee hij in zijn eerste jaar meteen promoveerde naar de hoogste klasse. Hij speelde de laatste seizoenen van zijn carrière voor Concordia Basel in de derde en tweede klasse.
Hij speelde elf interlands voor Zwitserland waarmee hij deelnam aan het WK voetbal 1950.

## Erelijst
- Grasshopper Zürich
  - Zwitserse voetbalbeker: 1946